# Fossil, Inc.
A Fossil, Inc. é uma empresa que desenvolve e produz primordialmente relógios e, subsidiariamente, jóias, carteiras e óculos escuros sob as marcas Fossil, Relic, Abacus, Michele Watch e Zodiac Watch.  
No Brasil, o Grupo Fossil se fez presente pelas onze marcas de relógio internacionais, tais como a Fossil, Diesel, Marc Jacobs, Armani Exchange, DKNY, Empório Armani, Adidas e Michael Kors, Tory Burch, Burberry e Skagen, que já foram licenciadas para o Grupo Dumont Saab e posteriormente para a Technos.